# Liste der Kulturdenkmale im Südviertel (Eisenach)

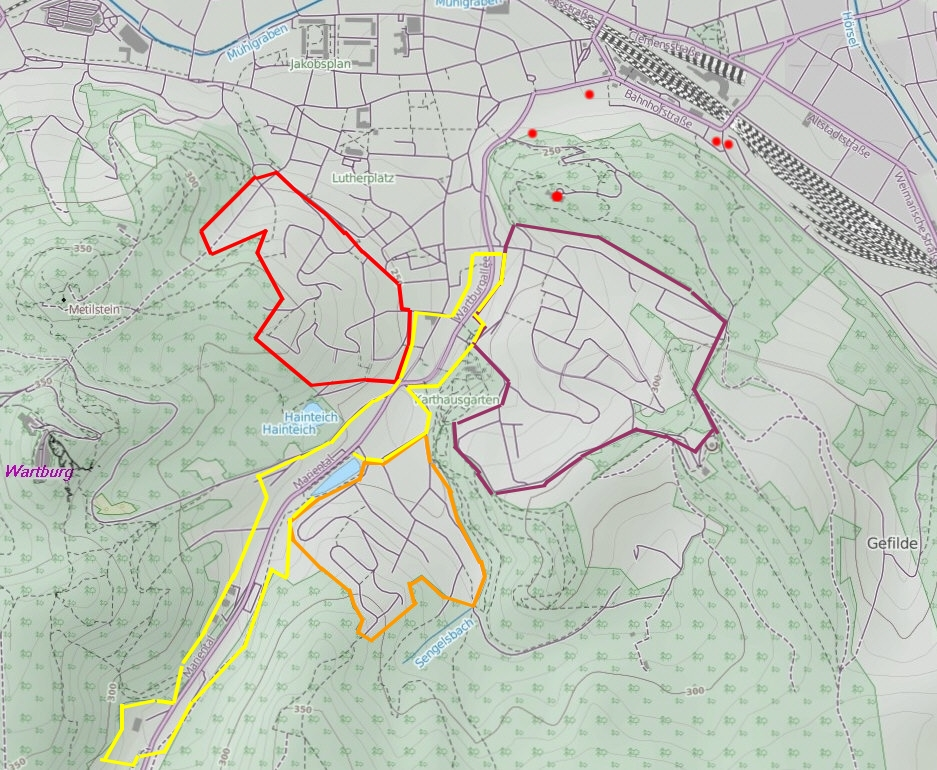
Die vier Villengebiete im Südviertel der Kernstadt Eisenach:
Mariental
Marienhöhe
Karthäuserhöhe
Predigerberg/Hainstein

Die Liste der Kulturdenkmale im Südviertel (Eisenach) enthält die Kulturdenkmale der denkmalgeschützten Villenkolonie Südviertel im Süden Eisenachs mit ihren Denkmalensembles Predigerberg, Mariental, Marienhöhe und Karthäuserhöhe, wie sie in der vom Thüringischen Landesamt für Denkmalpflege und Archäologie 2006 herausgegebenen Denkmaltopographie veröffentlicht wurden. Dabei wurden unbebaute Flurstücke, die zum Denkmalensemble gehören, nicht in die Tabellen unten aufgenommen.

## Legende
- Bild: zeigt ein Bild des Kulturdenkmals und gegebenenfalls einen Link zu weiteren Fotos des Kulturdenkmals im Medienarchiv Wikimedia Commons
- Bezeichnung: Name, Bezeichnung oder die Art des Kulturdenkmals
- Lage: Wenn vorhanden Straßenname und Hausnummer des Kulturdenkmals; Grundsortierung der Liste erfolgt nach dieser Adresse. Der Link Karte führt zu verschiedenen Kartendarstellungen und nennt die Koordinaten des Kulturdenkmals.
 Kartenansicht, um Koordinaten zu setzen – in dieser Kartenansicht sind Kulturdenkmale ohne Koordinaten mit einem roten bzw. orangen Marker dargestellt und können in der Karte gesetzt werden. Kulturdenkmale ohne Bild sind mit einem blauen bzw. roten Marker gekennzeichnet, Kulturdenkmale mit Bild mit einem grünen bzw. orangen Marker.
- Datierung: gibt das Jahr der Fertigstellung beziehungsweise das Datum der Erstnennung oder den Zeitraum der Errichtung an
- Beschreibung: bauliche und geschichtliche Einzelheiten des Kulturdenkmals, vorzugsweise die Denkmaleigenschaften
- ID: Die ID identifiziert das Kulturdenkmal eindeutig. In Thüringen sind aktuell keine IDs veröffentlicht. In der ID-Spalte kann sich auch folgendes Icon  befinden, dies führt zu Angaben zu diesem Kulturdenkmal bei Wikidata.

## Predigerberg
Die Liste der Kulturdenkmale auf dem Predigerberg (Eisenach) enthält die Kulturdenkmale des Denkmalensembles Predigerberg im Südviertel von Eisenach mit seinen Teilen und Einzeldenkmalen, wie sie in der vom Thüringischen Landesamt für Denkmalpflege und Archäologie 2006 herausgegebenen Denkmaltopographie veröffentlicht wurden. Dabei wurden unbebaute Flurstücke, die zum Denkmalensemble gehören, nicht in die Tabelle unten aufgenommen.

## Legende
- Bild: zeigt ein Bild des Kulturdenkmals und gegebenenfalls einen Link zu weiteren Fotos des Kulturdenkmals im Medienarchiv Wikimedia Commons
- Bezeichnung: Name, Bezeichnung oder die Art des Kulturdenkmals
- Lage: Wenn vorhanden Straßenname und Hausnummer des Kulturdenkmals; Grundsortierung der Liste erfolgt nach dieser Adresse. Der Link Karte führt zu verschiedenen Kartendarstellungen und nennt die Koordinaten des Kulturdenkmals.
 Kartenansicht, um Koordinaten zu setzen – in dieser Kartenansicht sind Kulturdenkmale ohne Koordinaten mit einem roten bzw. orangen Marker dargestellt und können in der Karte gesetzt werden. Kulturdenkmale ohne Bild sind mit einem blauen bzw. roten Marker gekennzeichnet, Kulturdenkmale mit Bild mit einem grünen bzw. orangen Marker.
- Datierung: gibt das Jahr der Fertigstellung beziehungsweise das Datum der Erstnennung oder den Zeitraum der Errichtung an
- Beschreibung: bauliche und geschichtliche Einzelheiten des Kulturdenkmals, vorzugsweise die Denkmaleigenschaften
- ID: Die ID identifiziert das Kulturdenkmal eindeutig. In Thüringen sind aktuell keine IDs veröffentlicht. In der ID-Spalte kann sich auch folgendes Icon  befinden, dies führt zu Angaben zu diesem Kulturdenkmal bei Wikidata.

## Denkmalliste
| Bild                           | Bezeichnung                                 | Lage                                                  | Datierung | Beschreibung | ID |
| ------------------------------ | ------------------------------------------- | ----------------------------------------------------- | --------- | --- | -- |
| BW                             | Denkmalensemble Predigerberg                | Am Hainstein (Karte)                                  |           | Teil des Denkmalensembles Predigerberg mit den Gebäuden Nr. 1, 2, 3, 4, 14, 15, 16 |    |
| weitere Bilder Fotos hochladen | Lars Olaf Jonathan Nathan Söderblom Denkmal | Am Hainstein o. Nr., Freifläche bei Nr. 15-16 (Karte) |           | |    |
| BW                             | Einfamilienhaus                             | Am Hainstein 4 (Karte)                                | 1909–1910 | Einfamilienhaus |    |
| weitere Bilder Fotos hochladen | Villa                                       | Am Hainstein 14 (Karte)                               | 1888–1889 | Villa Anna |    |
| Fotos hochladen                | Haus Hainstein                              | Am Hainstein 15–16 (Karte)                            | 1890      | Hotel Haus Hainstein mit Kapelle Hainstein |    |
| Fotos hochladen                | Villa „Hohenhainstein“                      | Am Hainstein 17 (Karte)                               | 1892      | Villa „Hohenhainstein“ 1892 für den Stuttgarter Verleger und Publizisten Prof. Joseph Kürschner erbaut                                                                                    |    |
| weitere Bilder Fotos hochladen | Denkmalensemble Predigerberg                | Am Roeseschen Hölzchen (Karte)                        | 1888      | Teil des Denkmalensembles Predigerberg mit dem Gebäude Nr. 1 |    |
| BW                             | Denkmalensemble Predigerberg                | Barfüßerstraße (Karte)                                |           | Teil des Denkmalensembles Predigerberg mit den Gebäuden Nr. 7, 9, 11, 12, 13, 14, 15, 16, 16a, 17, 18, 19, 20, 22, 22a, 23, 24, 25, 26, 27, 28, 29, 30, 32                                |    |
| Fotos hochladen                | Mehrfamilienhaus                            | Barfüßerstraße 18 (Karte)                             | 1904–1905 | Mehrfamilienhaus, Einfriedung |    |
| weitere Bilder Fotos hochladen | Mehrfamilienhaus                            | Barfüßerstraße 24 (Karte)                             | 1909–1910 | Mehrfamilienhaus |    |
| BW                             | Mehrfamilienhaus                            | Barfüßerstraße 26 (Karte)                             | 1900–1901 | Mehrfamilienhaus |    |
| weitere Bilder Fotos hochladen | Mehrfamilienhaus                            | Barfüßerstraße 29 (Karte)                             | 1892–1893 | Mehrfamilienhaus |    |
| BW                             | Denkmalensemble Predigerberg                | Beethovenstraße (Karte)                               |           | Teil des Denkmalensembles Predigerberg mit den Gebäuden Nr. 4, 5, 6, 7, 11, 15, 17, 19 |    |
| Fotos hochladen                | Einfamilienhaus                             | Beethovenstraße 6 (Karte)                             | 1884      | Einfamilienhaus |    |
| weitere Bilder Fotos hochladen | Einfamilienhaus                             | Beethovenstraße 11 (Karte)                            | 1906–1907 | Einfamilienhaus, Einfriedung |    |
| Fotos hochladen                | Denkmalensemble Predigerberg                | Burgstraße (Karte)                                    |           | Teil des Denkmalensembles Predigerberg mit den Gebäuden Nr. 1a, 3, 5, 6, 7, 8, 9, 10, 1, 12, 13, 14, 16, 18, 18a, 20, 22, 24, 26                                                          |    |
| weitere Bilder Fotos hochladen | Mehrfamilienhaus                            | Burgstraße 24 (Karte)                                 | 1900–1901 | Mehrfamilienhaus |    |
| BW                             | Denkmalensemble Predigerberg                | Domstraße (Karte)                                     |           | Teil des Denkmalensembles Predigerberg mit den Gebäuden Nr. 1, 3 |    |
| Fotos hochladen                | Einfamilienhaus                             | Domstraße 1 (Karte)                                   | 1926–1927 | Einfamilienhaus, Einfriedung |    |
| Fotos hochladen                | Denkmalensemble Predigerberg                | Hainweg (Karte)                                       |           | Teil des Denkmalensembles Predigerberg mit den Gebäuden Nr. 2, 4, 6, 7, 8, 9, 10, 11, 12, 13, 14, 15, 16, 17, 18, 19, 20, 21, 22, 23, 24, 25, 26, 27, 28, 30, 30a, 31, 32,33, 33a, 36, 38 |    |
| BW                             | Wohnhaus                                    | Hainweg 1 (Karte)                                     |           | |    |
| BW                             | Wohnhaus                                    | Hainweg 3 (Karte)                                     |           | |    |
| BW                             | Wohnhaus                                    | Hainweg 5 (Karte)                                     |           | |    |
| BW                             | Einfriedung                                 | Hainweg 5 (Karte)                                     |           | |    |
| Fotos hochladen                | Mehrfamilienhaus                            | Hainweg 8 (Karte)                                     | 1909–1910 | Mehrfamilienhaus, Stützmauer |    |
| Fotos hochladen                | Mehrfamilienhaus                            | Hainweg 14 (Karte)                                    | 1899      | Mehrfamilienhaus, Stützmauer |    |
| weitere Bilder Fotos hochladen | Mehrfamilienhaus                            | Hainweg 18 (Karte)                                    | 1899–1900 | Mehrfamilienhaus, Stützmauer |    |
| weitere Bilder Fotos hochladen | Mehrfamilienhaus                            | Hainweg 24 (Karte)                                    | 1903–1904 | Mehrfamilienhaus |    |
| weitere Bilder Fotos hochladen | Villa Kesselring                            | Hainweg 32 (Karte)                                    | 1898–1899 | Pension Villa Kesselring |    |
| BW                             | Denkmalensemble Predigerberg                | Junker-Jörg-Straße (Karte)                            |           | Teil des Denkmalensembles Predigerberg mit den Gebäuden Nr. 3, 3a, 5, 6, 7 |    |
| Fotos hochladen                | Einfamilienhaus                             | Junker-Jörg-Straße 3a (Karte)                         | 1904      | Einfamilienhaus |    |
| BW                             | Denkmalensemble Predigerberg                | Klosterweg (Karte)                                    |           | Teil des Denkmalensembles Predigerberg mit den Gebäuden Nr. 1, 1a, 1b, 3, 4, 5, 6, 7, 8, 9, 10, 14, 15, 17, 19, 21, 23, 25                                                                |    |
| Fotos hochladen                | Einfamilienhaus                             | Klosterweg 10 (Karte)                                 | 1896–1897 | Einfamilienhaus |    |
| weitere Bilder Fotos hochladen | Mehrfamilienhaus                            | Klosterweg 25 (Karte)                                 | 1914      | Mehrfamilienhaus |    |
| Fotos hochladen                | Hotel Burgfried                             | Marienstraße 60 (Karte)                               | 1869      | Hotel Burgfried |    |
| BW                             | Denkmalensemble Predigerberg                | Reuterweg (Karte)                                     |           | Teil des Denkmalensembles Predigerberg mit den Gebäuden Nr. 1, 2, 3 |    |
| Fotos hochladen                | Villa Elisabeth                             | Reuterweg 1 (Karte)                                   | 1858–1860 | Pension Villa Elisabeth |    |
| weitere Bilder Fotos hochladen | Reuter-Wagner-Villa                         | Reuterweg 2 (Karte)                                   | 1866–1868 | |    |
| BW                             | Mehrfamilienhaus                            | Reuterweg 2a (Karte)                                  | 1907–1908 | Mehrfamilienhaus, Stützmauer |    |
| BW                             | Einfamilienhaus                             | Reuterweg 2b (Karte)                                  | 1908–1909 | Einfamilienhaus |    |
| BW                             | Einfamilienhaus                             | Reuterweg 3 (Karte)                                   | 1911–1912 | Einfamilienhaus, Garten |    |
| Fotos hochladen                | Denkmalensemble Predigerberg                | Richard-Wagner-Straße (Karte)                         |           | Teil des Denkmalensembles Predigerberg mit den Gebäuden Nr. 1, 3, 4, 5, 6 |    |
| Fotos hochladen                | Denkmalensemble Predigerberg                | Schloßberg (Karte)                                    |           | Teil des Denkmalensembles Predigerberg mit den Gebäuden Nr. 6, 7, 9, 10, 11, 13, 15, 17, 19, 21, 23, 29                                                                                   |    |
| weitere Bilder Fotos hochladen | Einfamilienhaus                             | Schloßberg 8 (Karte)                                  | 1894–1895 | Einfamilienhaus |    |
| weitere Bilder Fotos hochladen | Villa Musculus                              | Schloßberg 10 (Karte)                                 | 1897–1899 | Mehrfamilienhaus mit Einfriedung |    |
| BW                             | Einfamilienhaus                             | Schloßberg 29 (Karte)                                 | 1852      | Einfamilienhaus |    |
| Fotos hochladen                | Denkmalensemble Predigerberg                | Steinweg (Karte)                                      |           | Teil des Denkmalensembles Predigerberg mit den Gebäuden Nr. 1, 3, 3a |    |

## Marienhöhe
Die Liste der Kulturdenkmale auf der Marienhöhe (Eisenach) enthält die Kulturdenkmale des Denkmalensembles Marienhöhe im Südviertel von Eisenach mit seinen Teilen und Einzeldenkmalen, wie sie in der vom Thüringischen Landesamt für Denkmalpflege und Archäologie 2006 herausgegebenen Denkmaltopographie veröffentlicht wurden. Dabei wurden unbebaute Flurstücke, die zum Denkmalensemble gehören, nicht in die Tabelle unten aufgenommen.

## Legende
- Bild: zeigt ein Bild des Kulturdenkmals und gegebenenfalls einen Link zu weiteren Fotos des Kulturdenkmals im Medienarchiv Wikimedia Commons
- Bezeichnung: Name, Bezeichnung oder die Art des Kulturdenkmals
- Lage: Wenn vorhanden Straßenname und Hausnummer des Kulturdenkmals; Grundsortierung der Liste erfolgt nach dieser Adresse. Der Link Karte führt zu verschiedenen Kartendarstellungen und nennt die Koordinaten des Kulturdenkmals.
 Kartenansicht, um Koordinaten zu setzen – in dieser Kartenansicht sind Kulturdenkmale ohne Koordinaten mit einem roten bzw. orangen Marker dargestellt und können in der Karte gesetzt werden. Kulturdenkmale ohne Bild sind mit einem blauen bzw. roten Marker gekennzeichnet, Kulturdenkmale mit Bild mit einem grünen bzw. orangen Marker.
- Datierung: gibt das Jahr der Fertigstellung beziehungsweise das Datum der Erstnennung oder den Zeitraum der Errichtung an
- Beschreibung: bauliche und geschichtliche Einzelheiten des Kulturdenkmals, vorzugsweise die Denkmaleigenschaften
- ID: Die ID identifiziert das Kulturdenkmal eindeutig. In Thüringen sind aktuell keine IDs veröffentlicht. In der ID-Spalte kann sich auch folgendes Icon  befinden, dies führt zu Angaben zu diesem Kulturdenkmal bei Wikidata.

## Denkmalliste
| Bild                           | Bezeichnung                                     | Lage                                    | Datierung | Beschreibung | ID |
| ------------------------------ | ----------------------------------------------- | --------------------------------------- | --------- | --- | -- |
| BW                             | Denkmalensemble Marienhöhe                      | Fritz-Koch-Straße 1 bis 42 (Karte)      |           | Teil des Denkmalensembles Marienhöhe mit den Gebäuden Nr. 1, 2, 3, 5, 7, 9, 10, 12, 14, 20, 23, 24, 25, 27, 28, 29, 30, 33, 34, 36, 37, 38, 38a, 39, 40, 42        |    |
| weitere Bilder Fotos hochladen | Wohnheim                                        | Fritz-Koch-Straße 2 (Karte)             | 1904–1905 | Wohnheim, Garage, Stützmauer, Einfriedung |    |
| weitere Bilder Fotos hochladen | Mehrfamilienhaus                                | Fritz-Koch-Straße 5 (Karte)             | 1893–1894 | Mehrfamilienhaus, Stützmauer, Einfriedung. Erbaut als Villa Sophia im Auftrag von Julius Friedrich Holtz nach Plänen von Otto March                                |    |
| weitere Bilder Fotos hochladen | Haus auf der Marienhöhe                         | Fritz-Koch-Straße 8 (Karte)             | 1907–1908 | Wohnheim Haus auf der Marienhöhe mit Nebengebäude, Stützmauer, Einfriedung, Pavillon, Grotte                                                                       |    |
| weitere Bilder Fotos hochladen | Zweifamilienhaus                                | Fritz-Koch-Straße 9 (Karte)             | 1903      | Zweifamilienhaus |    |
| BW                             | Kutscherhaus                                    | Fritz-Koch-Straße 9a (Karte)            |           | |    |
| weitere Bilder Fotos hochladen | Seniorenresidenz                                | Fritz-Koch-Straße 11 (Karte)            | 1904–1905 | Seniorenresidenz Haus Felseneck, Einfriedung, Garten |    |
| weitere Bilder Fotos hochladen | Mehrfamilienhaus                                | Fritz-Koch-Straße 23 (Karte)            | 1906–1909 | Mehrfamilienhaus, Stützmauer |    |
| weitere Bilder Fotos hochladen | Einfamilienhaus                                 | Fritz-Koch-Straße 25 (Karte)            | 1906–1907 | Einfamilienhaus, Gartenpavillon |    |
| weitere Bilder Fotos hochladen | Mehrfamilienhaus                                | Fritz-Koch-Straße 34 (Karte)            | 1896–1897 | Mehrfamilienhaus, Einfriedung |    |
| weitere Bilder Fotos hochladen | Mehrfamilienhaus                                | Fritz-Koch-Straße 36 (Karte)            | 1896–1897 | Mehrfamilienhaus, Garten, Einfriedung |    |
| weitere Bilder Fotos hochladen | Villa Magarethe                                 | Fritz-Koch-Straße 38 (Karte)            | 1895–1896 | Einfamilienhaus, Villa Magarethe, Einfriedung, Nebengebäude |    |
| Fotos hochladen                | Villa Martha                                    | Fritz-Koch-Straße 40 (Karte)            | 1894–1895 | Einfamilienhaus, Villa Martha, Einfriedung |    |
| BW                             | Denkmalensemble Marienhöhe                      | Heinrich-Zieger-Straße 1 bis 8 (Karte)  |           | Teil des Denkmalensembles Marienhöhe mit den Gebäuden Nr. 1, 2, 3, 4, 5, 6, 8                                                                                      |    |
| weitere Bilder Fotos hochladen | Mehrfamilienhaus                                | Heinrich-Zieger-Straße 4 (Karte)        | 1906–1908 | Mehrfamilienhaus, Stützmauer |    |
| weitere Bilder Fotos hochladen | Einfamilienhaus                                 | Heinrich-Zieger-Straße 8 (Karte)        | 1906–1907 | Einfamilienhaus, Stützmauer mit Balustrade |    |
| BW                             | Denkmalensemble Marienhöhe                      | Johannes-Falk-Straße 1 bis 11 (Karte)   |           | Teil des Denkmalensembles Marienhöhe mit den Gebäuden Nr. 7, 9, 10, 11                                                                                             |    |
| BW                             | Villa Armin                                     | Johannes-Falk-Straße 9 (Karte)          |           | |    |
| BW                             | Wohnheim                                        | Johannes-Falk-Straße 10 (Karte)         | 1906–1907 | Wohnheim, Stützmauer, Einfriedung |    |
| BW                             | Villa mit Ausstattung, Gartenmauern und Pergola | Johannistal 4 (Karte)                   |           | |    |
| BW                             | Denkmalensemble Marienhöhe                      | Joseph-Kürschner-Straße 1 bis 8 (Karte) |           | Teil des Denkmalensembles Marienhöhe mit den Gebäuden Nr. 1, 3, 4, 4a, 4b, 4c, 6, 6a, 8                                                                            |    |
| weitere Bilder Fotos hochladen | Zweifamilienhaus                                | Joseph-Kürschner-Straße 1 (Karte)       | 1921–1922 | Zweifamilienhaus |    |
| BW                             | Denkmalensemble Marienhöhe                      | Kapellenstraße 1 bis 24 (Karte)         |           | Teil des Denkmalensembles Marienhöhe mit den Gebäuden Nr. 1, 1a, 1b, 1c, 1d, 2, 2a, 3, 4, 5, 5a, 6, 7, 8, 10, 11, 12, 13, 14, 15, 16, 17, 18, 20, 20a, 22, 22a, 24 |    |
| weitere Bilder Fotos hochladen | Mehrfamilienhaus                                | Kapellenstraße 2 (Karte)                | 1900      | Mehrfamilienhaus, Einfriedung |    |
| Fotos hochladen                | Einfamilienhaus                                 | Kapellenstraße 9 (Karte)                | 1888–1889 | Einfamilienhaus, Tusculum |    |
| Fotos hochladen                | Mehrfamilienhaus                                | Kapellenstraße 11 (Karte)               | 1904–1905 | Mehrfamilienhaus, Einfriedung |    |
| BW                             | Zweifamilienhaus                                | Kapellenstraße 11a (Karte)              | 1904–1905 | Zweifamilienhaus |    |
| weitere Bilder Fotos hochladen | Zweifamilienhaus                                | Kapellenstraße 13 (Karte)               | 1904–1905 | Zweifamilienhaus |    |
| BW                             | Mehrfamilienhaus                                | Kapellenstraße 14 (Karte)               | 1899–1900 | Mehrfamilienhaus, Einfriedung |    |
| Fotos hochladen                | Mehrfamilienhaus                                | Kapellenstraße 20 (Karte)               | 1909–1910 | Mehrfamilienhaus |    |
| BW                             | Mehrfamilienhaus                                | Kapellenstraße 22 (Karte)               | 1909–1910 | Mehrfamilienhaus |    |
| BW                             | Mehrfamilienhaus                                | Kapellenstraße 24 (Karte)               | 1887–1889 | Mehrfamilienhaus, Garten, Tor |    |
| BW                             | Denkmalensemble Marienhöhe                      | Kurstraße 1 bis 8 (Karte)               |           | Teil des Denkmalensembles Marienhöhe mit den Gebäuden Nr. 1, 2, 4, 5, 6, 6a, 8                                                                                     |    |
| weitere Bilder Fotos hochladen | Musikschule                                     | Kurstraße 1 (Karte)                     | 1911–1914 | Musikschule Johann Sebastian Bach, Einfriedung, Terrasse, Springbrunnen mit Putto                                                                                  |    |
| BW                             | Zweifamilienhaus                                | Kurstraße 3 (Karte)                     | um 1873   | Zweifamilienhaus |    |
| weitere Bilder Fotos hochladen | Mehrfamilienhaus                                | Kurstraße 8 (Karte)                     | 1908–1909 | Mehrfamilienhaus, Garten, Stützmauer, Einfriedung |    |
| BW                             | Denkmalensemble Marienhöhe                      | Mariental (Karte)                       |           | Teil des Denkmalensembles Marienhöhe mit den Gebäuden Nr. 3, 5, 7, 11 (abgebrochen), 15, 17, 19                                                                    |    |
| weitere Bilder Fotos hochladen | Wohnhaus                                        | Mariental 7 (Karte)                     | 1861      | Wohnhaus mit Nebengebäude, Einfriedung |    |
| weitere Bilder Fotos hochladen | Mehrfamilienhaus                                | Mariental 15 (Karte)                    | 1905–1906 | Mehrfamilienhaus |    |
| weitere Bilder Fotos hochladen | Mehrfamilienhaus                                | Mariental 17 (Karte)                    | 1905–1906 | Mehrfamilienhaus |    |
| BW                             | Denkmalensemble Marienhöhe                      | Otto-Speßhardt-Straße 1 bis 19 (Karte)  |           | Teil des Denkmalensembles Marienhöhe mit den Gebäuden Nr. 1, 2, 3, 4, 5, 5a, 6, 7, 8, 9, 10, 11, 12, 13, 15, 16                                                    |    |
| weitere Bilder Fotos hochladen | Villa Musica                                    | Otto-Speßhardt-Straße 1 (Karte)         | 1899–1900 | Therapiezentrum Villa Musica |    |
| Fotos hochladen                | Einfamilienhaus                                 | Otto-Speßhardt-Straße 9 (Karte)         | 1900      | Einfamilienhaus |    |
| BW                             | Villa, Freifläche                               | Otto-Speßhardt-Straße 10 (Karte)        |           | |    |
| BW                             | Mehrfamilienhaus                                | Otto-Speßhardt-Straße 15 (Karte)        | 1903–1904 | Mehrfamilienhaus |    |
| BW                             | Mehrfamilienhaus                                | Otto-Speßhardt-Straße 16 (Karte)        | 1874–1875 | Mehrfamilienhaus |    |
| BW                             | Denkmalensemble Marienhöhe                      | Philipp-Kühner-Straße 1 bis 19 (Karte)  |           | Teil des Denkmalensembles Marienhöhe mit den Gebäuden Nr. 1, 3, 5, 9, 11, 15, 19                                                                                   |    |
| BW                             | Mehrfamilienhaus                                | Philipp-Kühner-Straße 2 (Karte)         | 1895–1896 | Mehrfamilienhaus |    |
| BW                             | Wohnhaus                                        | Philipp-Kühner-Straße 9 (Karte)         |           | |    |

### Ehemaliges Denkmal
| Bild            | Bezeichnung   | Lage                 | Datierung | Beschreibung                                     | ID |
| --------------- | ------------- | -------------------- | --------- | ------------------------------------------------ | -- |
| Fotos hochladen | Villa Loisset | Mariental 11 (Karte) | um 1866   | Wohnhaus, Einfriedung, im Jahre 2014 abgebrochen |    |

## Mariental
Die Liste der Kulturdenkmale in Mariental (Eisenach) enthält die Kulturdenkmale des Denkmalensembles Mariental im Südviertel von Eisenach mit seinen Teilen und Einzeldenkmalen, wie sie in der vom Thüringischen Landesamt für Denkmalpflege und Archäologie 2006 herausgegebenen Denkmaltopographie veröffentlicht wurden. Dabei wurden unbebaute Flurstücke, die zum Denkmalensemble gehören, nicht in die Tabelle unten aufgenommen.

## Legende
- Bild: zeigt ein Bild des Kulturdenkmals und gegebenenfalls einen Link zu weiteren Fotos des Kulturdenkmals im Medienarchiv Wikimedia Commons
- Bezeichnung: Name, Bezeichnung oder die Art des Kulturdenkmals
- Lage: Wenn vorhanden Straßenname und Hausnummer des Kulturdenkmals; Grundsortierung der Liste erfolgt nach dieser Adresse. Der Link Karte führt zu verschiedenen Kartendarstellungen und nennt die Koordinaten des Kulturdenkmals.
 Kartenansicht, um Koordinaten zu setzen – in dieser Kartenansicht sind Kulturdenkmale ohne Koordinaten mit einem roten bzw. orangen Marker dargestellt und können in der Karte gesetzt werden. Kulturdenkmale ohne Bild sind mit einem blauen bzw. roten Marker gekennzeichnet, Kulturdenkmale mit Bild mit einem grünen bzw. orangen Marker.
- Datierung: gibt das Jahr der Fertigstellung beziehungsweise das Datum der Erstnennung oder den Zeitraum der Errichtung an
- Beschreibung: bauliche und geschichtliche Einzelheiten des Kulturdenkmals, vorzugsweise die Denkmaleigenschaften
- ID: Die ID identifiziert das Kulturdenkmal eindeutig. In Thüringen sind aktuell keine IDs veröffentlicht. In der ID-Spalte kann sich auch folgendes Icon  befinden, dies führt zu Angaben zu diesem Kulturdenkmal bei Wikidata.

## Denkmalliste
| Bild                                    | Bezeichnung               | Lage                           | Datierung | Beschreibung | ID |
| --------------------------------------- | ------------------------- | ------------------------------ | --------- | --- | -- |
| BW                                      | Denkmalensemble Mariental | Liliengrund 1 bis 7 (Karte)    |           | Teil des Denkmalensembles Mariental mit den Gebäuden Nr. 1, 1a, 1b, 1c, 3                                                                                   |    |
| BW                                      | Mehrfamilienhaus          | Liliengrund 1 (Karte)          | 1899–1900 | Mehrfamilienhaus, Taresse, Balustraden, Torpfosten |    |
| BW                                      | Einfamilienhaus           | Liliengrund 4 (Karte)          | 1901–1902 | Einfamilienhaus |    |
| BW                                      | Einfamilienhaus           | Liliengrund 6 (Karte)          | 1904–1906 | Einfamilienhaus mit südlicher Einfriedung |    |
| BW                                      | Denkmalensemble Mariental | Mariental 21-33d, 4-54 (Karte) |           | Teil des Denkmalensembles Mariental mit den Gebäuden Nr. 4, 6, 8, 12, 14, 18, 20, 24, 26, 28, 36, 38, 38a, 38b, 40, 42, 44, 46, 50, 54; 21, 23, 25, 33, 33a |    |
| Direkt Bild zu diesem Denkmal hochladen | Ortseingangsschild Süd    | Marienthal o. Nr.              |           | |    |
| BW                                      | Mehrfamilienhaus          | Mariental 18 (Karte)           | 1869      | Mehrfamilienhaus |    |
| BW                                      | Einfamilienhaus           | Mariental 20 (Karte)           | 1928–1929 | Einfamilienhaus mit Terrasse |    |
| BW                                      | Wohnhaus                  | Mariental 25 (Karte)           | 1869      | Wohnhaus mit Stützmauer und Berggarten |    |
| Fotos hochladen                         | Schulungsgebäude          | Mariental 28 (Karte)           | 1903–1905 | Schulungsgebäude |    |
| weitere Bilder Fotos hochladen          | Wohnhaus                  | Mariental 33 (Karte)           | 1830–1831 | Wohnhaus, erbaut als Gasthaus „Phantasie“ |    |
| BW                                      | Seminargebäude            | Mariental 33a (Karte)          | 1889      | Seminargebäude, erbaut als Schützenhaus |    |
| BW                                      | Mehrfamilienhaus          | Mariental 36 (Karte)           | 1904–1905 | Mehrfamilienhaus mit Garten und Einfriedung |    |
| BW                                      | Einfamilienhaus           | Mariental 38 (Karte)           | 1910–1911 | Einfamilienhaus mit Einfriedung |    |
| BW                                      | Einfamilienhaus           | Mariental 42 (Karte)           | 1900      | Einfamilienhaus mit Garten |    |
| BW                                      | Mehrfamilienhaus          | Mariental 44 (Karte)           | 1872–1873 | Mehrfamilienhaus mit Garten |    |
| Fotos hochladen                         | Einfamilienhaus           | Mariental 46 (Karte)           | 1907–1908 | Einfamilienhaus |    |
| BW                                      | Denkmalensemble Mariental | Wartburgallee 57-75 (Karte)    |           | Teil des Denkmalensembles Mariental mit den Gebäuden Nr. 57, 59, 61, 63, 65, 71, 73                                                                         |    |
| BW                                      | Mehrfamilienhaus          | Wartburgallee 57 (Karte)       | 1890–1892 | Mehrfamilienhaus |    |
| BW                                      | Mehrfamilienhaus          | Wartburgallee 63 (Karte)       | 1906–1907 | Mehrfamilienhaus |    |

## Karthäuserhöhe
Die Liste der Kulturdenkmale auf der Karthäuserhöhe (Eisenach) enthält die Kulturdenkmale des Denkmalensembles Karthäuserhöhe im Südviertel von Eisenach mit seinen Teilen und Einzeldenkmalen, wie sie in der vom Thüringischen Landesamt für Denkmalpflege und Archäologie 2006 herausgegebenen Denkmaltopographie veröffentlicht wurden. Dabei wurden unbebaute Flurstücke, die zum Denkmalensemble gehören, nicht in die Tabelle unten aufgenommen.

## Legende
- Bild: zeigt ein Bild des Kulturdenkmals und gegebenenfalls einen Link zu weiteren Fotos des Kulturdenkmals im Medienarchiv Wikimedia Commons
- Bezeichnung: Name, Bezeichnung oder die Art des Kulturdenkmals
- Lage: Wenn vorhanden Straßenname und Hausnummer des Kulturdenkmals; Grundsortierung der Liste erfolgt nach dieser Adresse. Der Link Karte führt zu verschiedenen Kartendarstellungen und nennt die Koordinaten des Kulturdenkmals.
 Kartenansicht, um Koordinaten zu setzen – in dieser Kartenansicht sind Kulturdenkmale ohne Koordinaten mit einem roten bzw. orangen Marker dargestellt und können in der Karte gesetzt werden. Kulturdenkmale ohne Bild sind mit einem blauen bzw. roten Marker gekennzeichnet, Kulturdenkmale mit Bild mit einem grünen bzw. orangen Marker.
- Datierung: gibt das Jahr der Fertigstellung beziehungsweise das Datum der Erstnennung oder den Zeitraum der Errichtung an
- Beschreibung: bauliche und geschichtliche Einzelheiten des Kulturdenkmals, vorzugsweise die Denkmaleigenschaften
- ID: Die ID identifiziert das Kulturdenkmal eindeutig. In Thüringen sind aktuell keine IDs veröffentlicht. In der ID-Spalte kann sich auch folgendes Icon  befinden, dies führt zu Angaben zu diesem Kulturdenkmal bei Wikidata.

## Denkmalliste
| Bild                           | Bezeichnung                                                                         | Lage                                      | Datierung | Beschreibung | ID |
| ------------------------------ | ----------------------------------------------------------------------------------- | ----------------------------------------- | --------- | --- | -- |
| weitere Bilder Fotos hochladen | Denkmalensemble Karthäuserhöhe                                                      | Am Ofenstein (Karte)                      |           | Teil des Denkmalensembles Karthäuserhöhe Nr. 1, 1b, 2, 3, 3b, 3c, 6, 7, 8, 8a, 8b, 9, 9a, 10, 10a, 10b, 11, 12, 13, 13b, 14, 15, 17, 19, 20, 21, 23, 25, 26, 27, 29, 30, 31                               |    |
| weitere Bilder Fotos hochladen | Mehrfamilienhaus                                                                    | Am Ofenstein 3b (Karte)                   | 1900–1901 | Mehrfamilienhaus |    |
| Fotos hochladen                | Einfamilienhaus                                                                     | Am Ofenstein 8, 8a, 8b (Karte)            | 1925–1927 | Einfamilienhaus |    |
| Fotos hochladen                | Einfamilienhaus                                                                     | Am Ofenstein 10, 10a, 10b (Karte)         | 1925–1927 | Einfamilienhaus |    |
| weitere Bilder Fotos hochladen | Gaststätte Zum Burschen                                                             | Am Ofenstein 12 (Karte)                   | 1905      | Pension mit Gaststätte Zum Burschen |    |
| weitere Bilder Fotos hochladen | Einfamilienhaus                                                                     | Am Ofenstein 13b (Karte)                  | 1929–1930 | Einfamilienhaus |    |
| weitere Bilder Fotos hochladen | Mehrfamilienhaus                                                                    | Am Ofenstein 31 (Karte)                   | 1929      | Mehrfamilienhaus, Einfriedung, Garage |    |
| BW                             | Denkmalensemble Karthäuserhöhe                                                      | Amalienstraße (Karte)                     |           | Teil des Denkmalensembles Karthäuserhöhe Nr. 1, 2, 2a, 3, 4, 6 |    |
| weitere Bilder Fotos hochladen | Mehrfamilienhaus                                                                    | Amalienstraße 1 (Karte)                   | 1904–1905 | Mehrfamilienhaus |    |
| BW                             | Denkmalensemble Karthäuserhöhe                                                      | Augustastraße (Karte)                     |           | Teil des Denkmalensembles Karthäuserhöhe Nr. 2, 3, 4, 5, 6 |    |
| Fotos hochladen                | Mehrfamilienhaus                                                                    | Augustastraße 2 (Karte)                   | 1911–1912 | Mehrfamilienhaus |    |
| weitere Bilder Fotos hochladen | Mehrfamilienhaus                                                                    | Augustastraße 6 (Karte)                   | 1905–1906 | Mehrfamilienhaus |    |
| BW                             | Denkmalensemble Karthäuserhöhe                                                      | Bornstraße 1-44 (Karte)                   |           | Teil des Denkmalensembles Karthäuserhöhe Nr. 1, 1a, 2, 4, 5, 6, 6a, 7, 9, 11, 12, 13, 14, 14a, 14b, 14c, 15, 17, 18, 19, 20, 21, 22, 23, 24, 25, 26, 26a, 26b, 27, 28, 29, 30, 32, 34, 36, 38, 40, 42, 44 |    |
| weitere Bilder Fotos hochladen | Mehrfamilienhaus                                                                    | Bornstraße 1 (Karte)                      | 1875–1876 | Mehrfamilienhaus |    |
| Fotos hochladen                | Einfamilienhaus                                                                     | Bornstraße 6a (Karte)                     | 1929      | Einfamilienhaus |    |
| weitere Bilder Fotos hochladen | Einfamilienhaus                                                                     | Bornstraße 9 (Karte)                      | 1886–1888 | Einfamilienhaus |    |
| Fotos hochladen                | Zweifamilienhaus                                                                    | Bornstraße 12 (Karte)                     | 1928      | Zweifamilienhaus |    |
| weitere Bilder Fotos hochladen | Mehrfamilienhaus                                                                    | Bornstraße 13 (Karte)                     | 1902–1903 | Mehrfamilienhaus, um 1898 als Gartenhaus |    |
| BW                             | Einfamilienhaus                                                                     | Bornstraße 24 (Karte)                     | 1931–1932 | Einfamilienhaus, Einfriedung |    |
| Fotos hochladen                | Einfamilienhaus                                                                     | Bornstraße 25 (Karte)                     | 1924–1926 | Einfamilienhaus (Doppelhaushälfte), Einfriedung, Garage |    |
| BW                             | Denkmalensemble Karthäuserhöhe                                                      | Dittenbergerstraße (Karte)                |           | Teil des Denkmalensembles Karthäuserhöhe Nr. 1, 2, 3, 4 |    |
| BW                             | Einfamilienhaus                                                                     | Dittenbergerstraße 1 (Karte)              | 1910–1911 | Einfamilienhaus |    |
| BW                             | Einfamilienhaus Marienheim                                                          | Dittenbergerstraße 2 (Karte)              | 1914–1915 | Einfamilienhaus Marienheim, Einfriedung |    |
| BW                             | Denkmalensemble Karthäuserhöhe                                                      | Dr.-Siegfried-Wolff-Straße (Karte)        |           | Teil des Denkmalensembles Karthäuserhöhe Nr. 1, 1a, 3, 4, 6, 7 |    |
| Fotos hochladen                | Zweifamilienhaus                                                                    | Dr.-Siegfried-Wolff-Straße 6 (Karte)      | 1891–1892 | Zweifamilienhaus |    |
| BW                             | Denkmalensemble Karthäuserhöhe                                                      | Elisabethstraße (Karte)                   |           | Teil des Denkmalensembles Karthäuserhöhe Nr. 1, 1a, 2, 2a, 3 |    |
| weitere Bilder Fotos hochladen | Zweifamilienhaus                                                                    | Elisabethstraße 1 (Karte)                 | 1891–1892 | Zweifamilienhaus |    |
| BW                             | Denkmalensemble Karthäuserhöhe                                                      | Emilienstraße (Karte)                     |           | Teil des Denkmalensembles Karthäuserhöhe Nr. 1, 2, 3, 4, 5, 6, 7, 8, 9, 10, 11, 12, 13, 14, 15 |    |
| weitere Bilder Fotos hochladen | Mehrfamilienhaus                                                                    | Emilienstraße 2 (Karte)                   | 1880–1881 | Mehrfamilienhaus mit Stützmauer |    |
| Fotos hochladen                | Zweifamilienhaus                                                                    | Emilienstraße 10 (Karte)                  | 1892–1893 | Zweifamilienhaus, Einfriedung |    |
| BW                             | Denkmalensemble Karthäuserhöhe                                                      | Erich-Honstein-Straße (Karte)             |           | Teil des Denkmalensembles Karthäuserhöhe Nr. 2, 3, 4, 5, 5a, 6, 7, 8, 9, 10, 11, 11a, 12, 13, 14, 15, 16, 17, 18, 18a, 20, 20a, 23, 24, 25, 26, 27, 29, 30, 32, 38, 38a, 40                               |    |
| weitere Bilder Fotos hochladen | Mehrfamilienhaus                                                                    | Erich-Honstein-Straße 3 (Karte)           | 1900–1901 | Mehrfamilienhaus |    |
| weitere Bilder Fotos hochladen | Mehrfamilienhaus                                                                    | Erich-Honstein-Straße 8 (Karte)           | 1909–1910 | Mehrfamilienhaus, Einfriedung |    |
| weitere Bilder Fotos hochladen | Mehrfamilienhaus                                                                    | Erich-Honstein-Straße 14 (Karte)          | 1910–1911 | Mehrfamilienhaus |    |
| weitere Bilder Fotos hochladen | Mehrfamilienhaus                                                                    | Erich-Honstein-Straße 16 (Karte)          | 1913      | Mehrfamilienhaus |    |
| Fotos hochladen                | Mehrfamilienhaus                                                                    | Erich-Honstein-Straße 23 (Karte)          | 1937–1938 | Mehrfamilienhaus, Einfriedung, Garage |    |
| weitere Bilder Fotos hochladen | Mehrfamilienhaus                                                                    | Erich-Honstein-Straße 32 (Karte)          | 1928      | Mehrfamilienhaus mit Treppenhaus, Einfriedung |    |
| weitere Bilder Fotos hochladen | Mehrfamilienhaus                                                                    | Erich-Honstein-Straße 40 (Karte)          | 1911      | Mehrfamilienhaus, Einfriedung |    |
| Fotos hochladen                | Denkmalensemble Karthäuserhöhe                                                      | Ernst-Böckel-Straße (Karte)               |           | Teil des Denkmalensembles Karthäuserhöhe Nr. 1, 2, 3, 4, 6, 7, 8, 9, 10, 11, 11a, 12, 15, 17 |    |
| weitere Bilder Fotos hochladen | Mehrfamilienhaus                                                                    | Ernst-Böckel-Straße 15 (Karte)            | 1924–1925 | Mehrfamilienhaus, Gartenlampe, Einfriedung, Garage |    |
| weitere Bilder Fotos hochladen | Einfamilienhaus                                                                     | Ernst-Böckel-Straße 17 (Karte)            | 1928      | Einfamilienhaus, Landhaus Hagemeierm Einfriedung, Garage |    |
| Fotos hochladen                | Denkmalensemble Karthäuserhöhe                                                      | Hedwigstraße (Karte)                      |           | Teil des Denkmalensembles Karthäuserhöhe Nr. 4, 7, 9 |    |
| BW                             | Denkmalensemble Karthäuserhöhe                                                      | Johann-Sebastian-Bach-Straße 1-12 (Karte) |           | Teil des Denkmalensembles Karthäuserhöhe Nr. 2, 3, 3a, 3b, 4, 6, 7, 8, 9, 10, 12 |    |
| BW                             | Wohn-, Geschäftshaus                                                                | Johann-Sebastian-Bach-Straße 2 (Karte)    | 1890–1891 | Wohn-, Geschäftshaus |    |
| Fotos hochladen                | Mehrfamilienhaus                                                                    | Johann-Sebastian-Bach-Straße 9 (Karte)    | 1875      | Mehrfamilienhaus |    |
| BW                             | Denkmalensemble Karthäuserhöhe                                                      | Luisenstraße 1-16 (Karte)                 |           | Teil des Denkmalensembles Karthäuserhöhe Nr. 1, 2, 3, 4, 5, 6, 7, 8, 9, 10, 11, 12, 13, 14, 16 |    |
| weitere Bilder Fotos hochladen | Wohnhaus                                                                            | Luisenstraße 3 (Karte)                    | 1893      | Einfamilienhaus |    |
| weitere Bilder Fotos hochladen | Mehrfamilienhaus                                                                    | Luisenstraße 7 (Karte)                    | 1899–1900 | Mehrfamilienhaus |    |
| weitere Bilder Fotos hochladen | Mehrfamilienhaus                                                                    | Luisenstraße 9 (Karte)                    | 1899–1902 | Mehrfamilienhaus |    |
| weitere Bilder Fotos hochladen | Mehrfamilienhaus                                                                    | Luisenstraße 10 (Karte)                   | 1929–1930 | Mehrfamilienhaus |    |
| weitere Bilder Fotos hochladen | Hotel Fürstenhof bzw. Einfamilienhaus                                               | Luisenstraße 11/13 (Karte)                | 1862      | ehemaliges Hotel Fürstenhof bzw. Einfamilienhaus „Villa Bornemann“ |    |
| weitere Bilder Fotos hochladen | Einfamilienhaus                                                                     | Luisenstraße 12 (Karte)                   | 1913–1914 | Einfamilienhaus |    |
| weitere Bilder Fotos hochladen | Einfamilienhaus                                                                     | Luisenstraße 16 (Karte)                   | 1900–1901 | Einfamilienhaus |    |
| weitere Bilder Fotos hochladen | Denkmalensemble Karthäuserhöhe                                                      | Marienstraße (Karte)                      |           | Teil des Denkmalensembles Karthäuserhöhe Nr. 57, 59 |    |
| weitere Bilder Fotos hochladen | Wohn- und Geschäftshaus                                                             | Marienstraße 48 (Karte)                   |           | |    |
| weitere Bilder Fotos hochladen | Wohn- und Geschäftshaus                                                             | Marienstraße 54 (Karte)                   |           | |    |
| weitere Bilder Fotos hochladen | Gedenkstätte Goldener Löwe                                                          | Marienstraße 57 (Karte)                   | 1731      | ursprünglich ein Gasthof, in dem 1869 die SDAP gegründet wurde, aus der bis 1890 die bis heute bestehende Sozialdemokratische Partei Deutschlands (SPD) hervorging; heute Gedenkstätte                    |    |
| weitere Bilder Fotos hochladen | Villa Herr                                                                          | Marienstraße 59 (Karte)                   | 1898–1899 | Mehrfamilienhaus |    |
| Fotos hochladen                | Denkmalensemble Karthäuserhöhe                                                      | Prellerstraße (Karte)                     |           | Teil des Denkmalensembles Karthäuserhöhe Nr. 1, 3, 5, 5a, 7, 9, 13, 14, 15, 17, 19, 21 |    |
| weitere Bilder Fotos hochladen | Einfamilienhaus                                                                     | Prellerstraße 5 (Karte)                   | 1909–1910 | Einfamilienhaus, Einfriedung |    |
| weitere Bilder Fotos hochladen | Mehrfamilienhaus                                                                    | Prellerstraße 7 (Karte)                   | 1908      | Mehrfamilienhaus |    |
| Fotos hochladen                | Einfamilienhaus                                                                     | Prellerstraße 15 (Karte)                  | 1923      | Einfamilienhaus mit Eingangstreppe |    |
| weitere Bilder Fotos hochladen | Einfamilienhaus                                                                     | Prellerstraße 17 (Karte)                  | 1927      | Einfamilienhaus, Eingangstreppe |    |
| weitere Bilder Fotos hochladen | Villa Daheim                                                                        | Prellerstraße 19 (Karte)                  | 1930–1931 | Einfamilienhaus Villa Daheim, Eingangstreppe |    |
| weitere Bilder Fotos hochladen | Einfamilienhaus                                                                     | Prellerstraße 21 (Karte)                  | 1927–1928 | Einfamilienhaus, Eingangstreppe |    |
| BW                             | Denkmalensemble Karthäuserhöhe                                                      | Stöhrstraße (Karte)                       |           | Teil des Denkmalensembles Karthäuserhöhe Nr. 2, 4, 6, 7, 11, 13, 15, 17, 23 |    |
| Fotos hochladen                | Einfamilienhaus                                                                     | Stöhrstraße 2 (Karte)                     | 1938–1939 | Einfamilienhaus, Stützmauer |    |
| Fotos hochladen                | Einfamilienhaus                                                                     | Stöhrstraße 11 (Karte)                    | 1927–1928 | Einfamilienhaus mit Einfriedungsmauer |    |
| BW                             | Denkmalensemble Karthäuserhöhe                                                      | Waisenstraße (Karte)                      |           | Teil des Denkmalensembles Karthäuserhöhe Nr. 1, 2, 4, 6, 8 |    |
| BW                             | Musikhalle                                                                          | Waisenstraße 1 (Karte)                    |           | |    |
| weitere Bilder Fotos hochladen | Kartausgarten                                                                       | Waisenstraße 2 (Karte)                    | 1380      | Kartausgarten |    |
| weitere Bilder Fotos hochladen | Denkmalensemble Karthäuserhöhe                                                      | Wartburgallee (Karte)                     |           | Teil des Denkmalensembles Karthäuserhöhe Nr. 29, 31, 33, 35, 37, 39, 41, 43, 45, 53, 55, 66, 68, 70, 72, 74, 76, 78/78a, 82, 84, 86, 88, 90, 92                                                           |    |
| weitere Bilder Fotos hochladen | Denkmal                                                                             | Wartburgallee (Karte)                     |           | Denkmal für Großherzog Carl Alexander von Sachsen-Weimar-Eisenach |    |
| Fotos hochladen                | Einfamilienhaus                                                                     | Wartburgallee 43 (Karte)                  | 1936–1937 | Einfamilienhaus, Garage, Einfriedung |    |
| weitere Bilder Fotos hochladen | Ausstellungspavillon mit wandfester Ausstattung, Mobiliar und umgebender Freifläche | Wartburgallee 47 (Karte)                  |           | ehemaliges AWE-Automobilpavillon, heute Kunstpavillon Eisenach |    |
| weitere Bilder Fotos hochladen | Wohn- und Geschäftshaus                                                             | Wartburgallee 48 (Karte)                  |           | |    |
| weitere Bilder Fotos hochladen | Trink- und Wandelhalle                                                              | Wartburgallee 53 (Karte)                  | 1906      | Trink- und Wandelhalle |    |
| weitere Bilder Fotos hochladen | Wohn- und Geschäftshaus                                                             | Wartburgallee 54 (Karte)                  |           | |    |
| weitere Bilder Fotos hochladen | Mehrfamilienhaus                                                                    | Wartburgallee 55 (Karte)                  | 1900–1901 | Mehrfamilienhaus |    |
| weitere Bilder Fotos hochladen | Ernst-Abbe-Gymnasium                                                                | Wartburgallee 60 (Karte)                  |           | |    |
| weitere Bilder Fotos hochladen | Wohn-, Geschäftshaus                                                                | Wartburgallee 68 (Karte)                  | 1925–1927 | Wohn-, Geschäftshaus, Einfriedung |    |
| Fotos hochladen                | Mehrfamilienhäuser                                                                  | Wartburgallee 72/74 (Karte)               | 1904–1905 | Mehrfamilienhäuser mit Einfriedung |    |
| weitere Bilder Fotos hochladen | Mehrfamilienhaus                                                                    | Wartburgallee 84 (Karte)                  | 1903–1904 | Mehrfamilienhaus, Einfriedung |    |
| BW                             | Denkmalensemble Karthäuserhöhe                                                      | Wernickstraße (Karte)                     |           | Teil des Denkmalensembles Karthäuserhöhe Nr. 2, 4, 6, 7, 11, 13, 14, 15, 16, 17, 21, 22 |    |
| BW                             | Einfamilienhaus                                                                     | Wernickstraße 6 (Karte)                   | 1907–1908 | Einfamilienhaus |    |
| BW                             | Einfamilienhaus                                                                     | Wernickstraße 7 (Karte)                   | 1914      | Einfamilienhaus |    |
| BW                             | Einfamilienhaus                                                                     | Wernickstraße 9 (Karte)                   | 1909–1910 | Einfamilienhaus, Haustreppe |    |